# Partido Unionista Centroamericano
El Partido Unionista Centroamericano fue fundado como un movimiento estudiantil en 1989 en la ciudad de Guatemala y que después se extendió en los demás Estados centroamericanos.

## Personería jurídica del PUCA
El Partido Unionista Centroamericano nace en El Salvador en 1980, por Decreto Ley N.º 285, de fecha 15 de septiembre de 1980 publicado en el Diario Oficial número 111 tomo 267, que estipula en el artículo 1 “Se otorga personalidad Jurídica al Partido Unionista Centroamericano como una organización de utilidad pública, destinada a propiciar la Unión de Centroamérica”.
La ley del Partido Unionista Centroamericano consta de 16 CAPÍTULOS, en donde están definido la organización, el ideario, los principios y la forma de gobierno . En el Capítulo I, Artículo N.º 1 reza “El Partido Unionista Centroamericano (PUCA), se propone restablecer la unión política de Centroamérica, defender la integridad de su territorio, su independencia absoluta, de cualquier nación extranjera y trabajar porque se practiquen, en todo sentido los principios de la democracia”.